# Château-Arnoux-Saint-Auban
Château-Arnoux-Saint-Auban är en kommun i departementet Alpes-de-Haute-Provence i regionen Provence-Alpes-Côte d'Azur i sydöstra Frankrike. Kommunen ligger  i kantonen Volonne som ligger i arrondissementet Forcalquier. År 2022 hade Château-Arnoux-Saint-Auban 5 095 invånare.

## Befolkningsutveckling
Antalet invånare i kommunen Château-Arnoux-Saint-Auban
Referens: INSEE